# Claude-Henri Couanier des Landes
Claude-Henri Couanier des Landes, (1725, Laval - 1766, Le Mans), est un ecclésiastique et écrivain français.

## Biographie
Il devient ecclésiastique et professeur au collège de la Marche. Il est remarquable par sa connaissance des langues grecque et hébraïque. Son premier ouvrage est l Éloge du duc de Bourgogne, qu'il publie en 1762. Il lutte deux fois contre Antoine Léonard Thomas, pour le prix d'éloquence décerné par l'Académie française. Le sujet, la première fois, est l'éloge de Sully; la seconde, celui de Descartes. Son discours sur Descartes lui vaut un accessit.

## Publications
- Éloge funebre de monseigneur le duc de Bourgogne, A Paris, chez Didot, libraire & imprimeur, rue Pavée, près du quai des Augustins, à la Bible d'or. 1762. Avec approbation & permission[2].
- Éloge de Maximilien de Béthune,... duc de Sully,... avec des notes historiques tirées du chaos des Mémoires de Sully,... un plan abrégé du grand dessein de Henri IV, un tableau de la France, etc., P.-G. Simon, Paris, 1763.
- Éloge de René Descartes', A.-L. Regnard, Paris, 1765.

## Frère
On lui a attribué à tort un Éloge de la Chirurgie, qui est l'œuvre de son frère. Celui-ci est correspondant de l'Académie royale de Chirurgie. Il exerce sa profession, d'abord dans les hôpitaux militaires des possessions espagnoles de la Floride et de la Havane, puis dans les colonies françaises de Saint-Dominique. 
- Éloge de la chirurgie. Discours composé & présenté à l'Académie royale de chirurgie, avec différents mémoires & observations de chirurgie, par M. Couanier-Deslandes, ci-devant chirurgien-major des hôpitaux du Roi d'Espagne à Saint Augustin de la Floride & à la Havane, envoyé par la cour de France pour exercer le même poste dans nos hôpitaux à S. Domingue, correspondant de l'Académie royale de chirurgie de Paris., A Amsterdam[3], et se trouve a Paris, chez Dufour, à l'entreé [sic] de la rue de la vieille Drapperie. F. G. Deschamps, rue S. Jacques, aux Associés. 1768.

## Famille
Leur oncle, Étienne Couanier des Landes, a été curé de Lignières, et remplace M. Le Peletier de Montfort comme curé de la Trinité de Laval en 1752.